# Lill-Abborrträsket, Lappland
Lill-Abborrträsket är en sjö i Jokkmokks kommun i Lappland och ingår i Luleälvens huvudavrinningsområde.